# Воля-Загойська-Гурна
Воля-Заґойська-Ґурна (пол. Wola Zagojska Górna) — село в Польщі, у гміні Пінчів Піньчовського повіту Свентокшиського воєводства.
У 1975-1998 роках село належало до Келецького воєводства.